# Dorfkirche Milow (Mecklenburg)

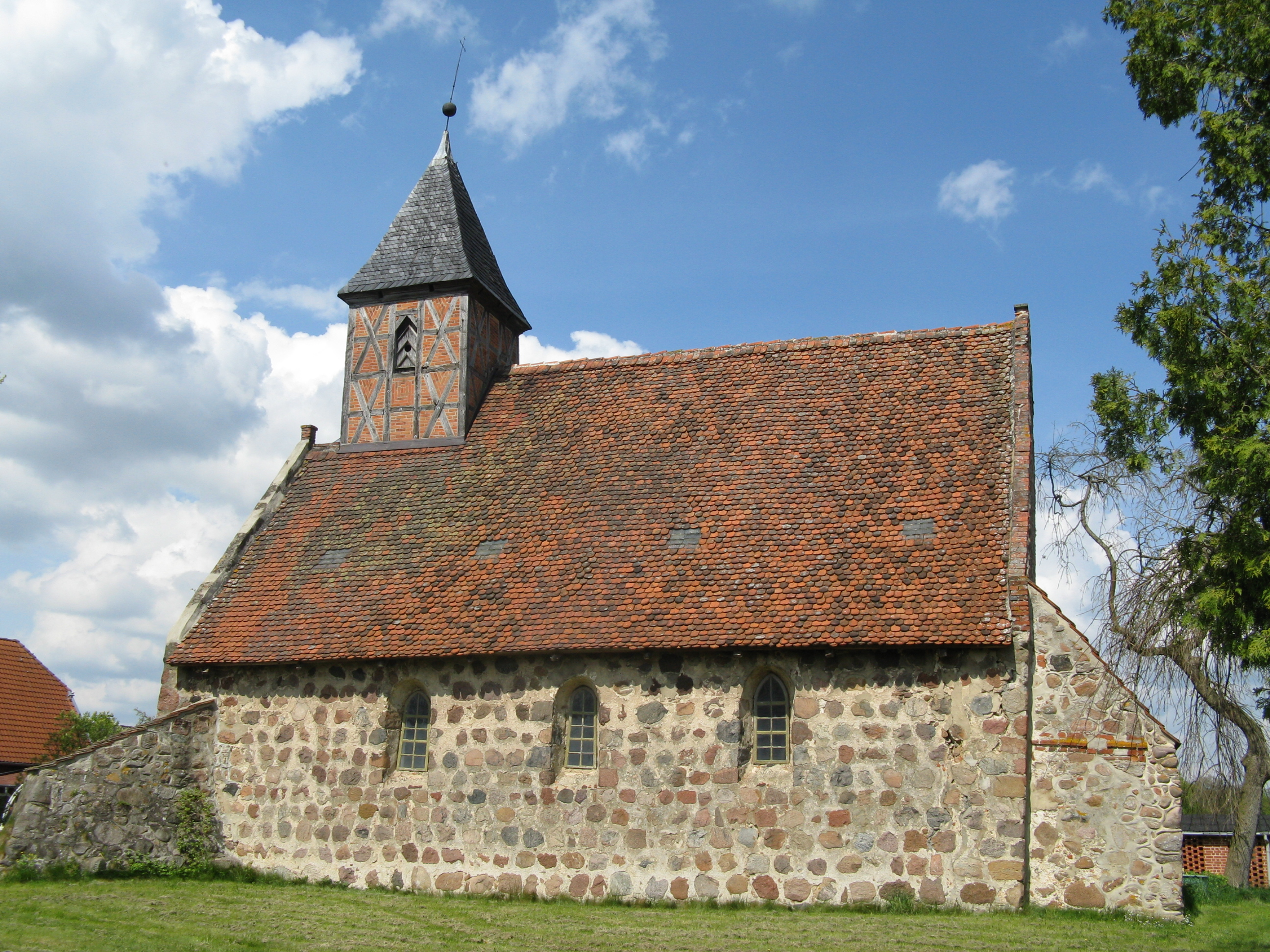
Dorfkirche Milow

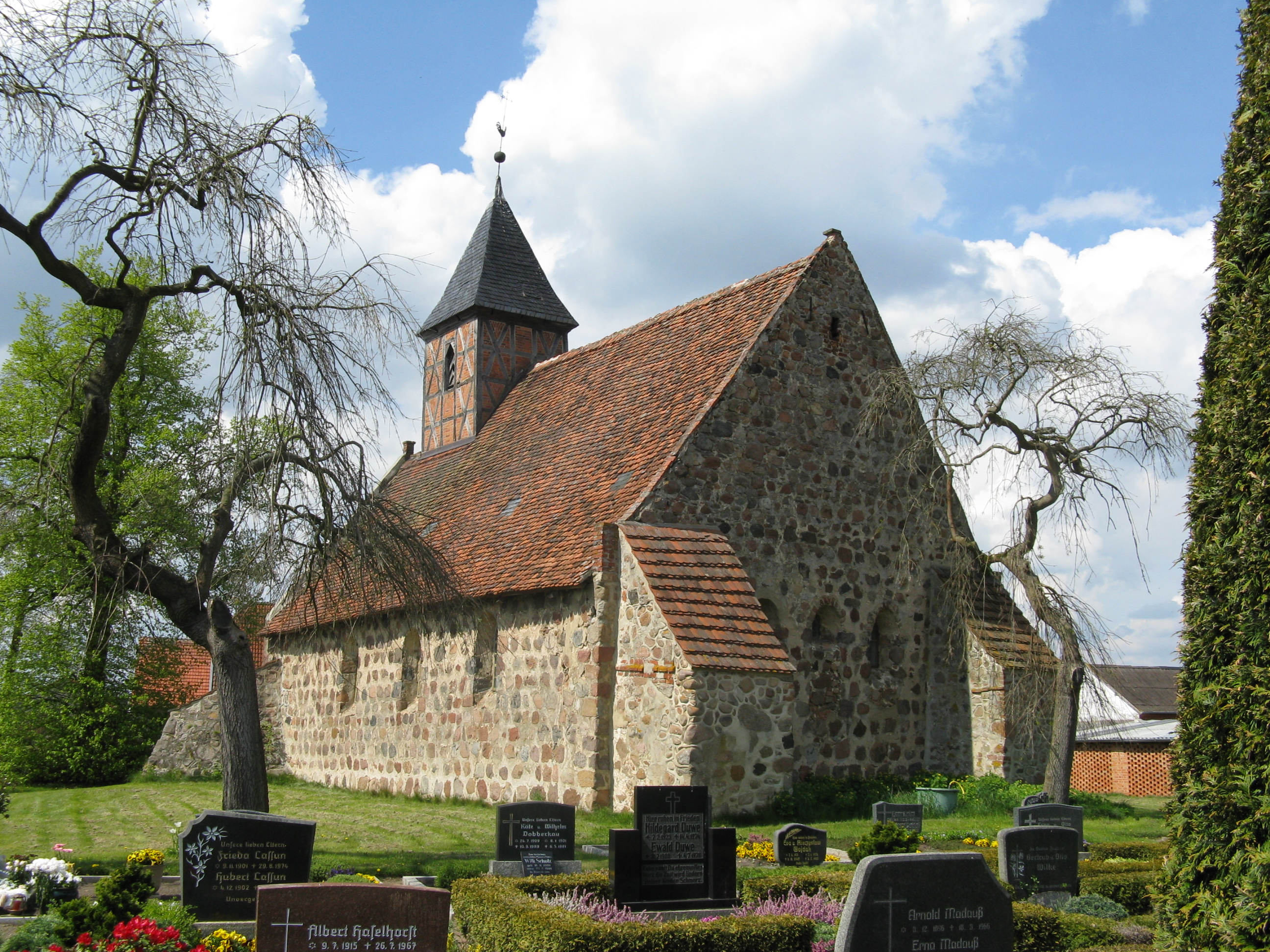
Ansicht aus Südosten

Die Dorfkirche Milow ist eine Feldsteinkirche in Milow im Landkreis Ludwigslust-Parchim in Mecklenburg-Vorpommern. Dehio schätzt die Bauzeit auf die zweite Hälfte des 13. Jahrhunderts. Da Milow bis 1952 zu Brandenburg gehörte, liegt die Kirche im Territorium der Evangelischen Kirche Berlin-Brandenburg-schlesische Oberlausitz. Die Kirchengemeinde Milow, die 2010 76 Mitglieder zählte, gehört zum Pfarrsprengel Pröttlin des Kirchenkreises Prignitz im Sprengel Potsdam.

## Baubeschreibung
Der breite Feldsteinsaal hat nachträglich markante Eckabstützungen erhalten. Im Ostgiebel befinden sich drei Lanzettfenster, die ursprünglich die gleiche Höhe hatten. Der Westgiebel ist gestutzt, über ihm ist ein Fachwerkturm aus dem 17. Jahrhundert aufgesetzt. Der Turm ist mit einem Pyramidendach bedeckt, der Feldsteinsaal mit einem Satteldach. Das spitzbogige Hauptportal befindet sich im Westgiebel.
Die Holzdecke stützt sich auf zwei Unterzüge und Pfosten. Vermutlich stammt sie aus dem 17. Jahrhundert.

## Ausstattung
Zur Innenausstattung zählt ein aus dem 16. Jahrhundert stammender Schnitzaltar. Im Schrein ist Madonna im Strahlenkranz zwischen Petrus und Paulus und zwei weiblichen Heiligen, vermutlich Lucia und Dorothea, abgebildet. Auf den Flügeln befinden sich Reliefs mit der Darstellung der Mariengeschichte (Verkündung, Heimsuchung, Geburt, Anbetung der Könige). Das Altargehege ist auf das Jahr 1691 datiert. Aus dem Anfang des 16. Jahrhunderts stammen zwei Schnitzfiguren (Leuchterengel und Petrus) an den Pfosten.
Die Kirchenglocke wurde 1754 von C. D. Heintze gegossen und besitzt einen Durchmesser von 58 cm.